# Presó permanent revisable
La presó permanent revisable és la màxima pena privativa de llibertat del Codi Penal espanyol. Aquest tipus de condemna va aparèixer en la legislació l'any 2015 a causa de l'alarma social que van ocasionar diversos fets en la societat espanyola. Va ser aprovada al Congrés dels Diputats el 26 de març de 2015, com a part de la Llei de Seguretat Ciutadana, amb l'únic suport del Partit Popular i en el context del Pacte antigihadista. Va entrar en vigor el dia 31 del mateix mes.

## Descripció
És un tipus de mesura excepcional caracteritzada per la seva duració i la revisió que es fa en transcórrer un període de la condemna. Segons la llei orgànica 1/2015, de 30 de març, aquesta mesura privativa de llibertat es podrà aplicar en els supòsits que presentin una extrema gravetat, com són:
- Assassinats especialment greus.
- Víctimes menors de 16 anys o una persona que presenti vulnerabilitat.
- Actes contra la llibertat sexual.
- Homicidi del cap de l'estat o l'hereu.
- Homicidi de caps d'estat estrangers.
- Genocidi o crims de lesa humanitat.

### Revisió de la condemna
Han de concórrer una sèrie de condicions perquè es pugui revisar la condemna, com són: haver complert 25 anys de condemna o entre 28 i 35 en casos de terrorisme o organització criminal, estar en tercer grau de règim penitenciari i presentar un pronòstic positiu de reinserció social.
Aquesta revisió serà feta per un jutge i conclourà amb una de les dues següents possibilitats.
1. Suspensió de la condemna, concedint un període de llibertat vigilada.
2. No suspensió de la condemna, en aquest cas el penat continuarà en el centre penitenciari fins a la propera revisió al cap de 2 anys com màxim.

Però en el cas de terrorisme s'han de complir unes característiques complementàries; aquestes es troben en l'article 92 del Codi Penal: mostrar signes d'abandonament de les activitats terroristes, col·laboració activa amb les autoritats per impedir la comissió de delictes per part de la banda o organització i l'acreditació mitjançant informes d'abandonament de l'organització i de l'acció.

## Crítiques

### Indeterminació de la condemna
Aquesta indeterminació va lligada amb la vulneració del principi de legalitat, ja que no s'estableix un període fix de condemna. Però en l'àmbit tant espanyol com europeu és legal aquest tipus de condemnes a causa del caràcter revisable, com estableix el Tribunal Europeu de Drets Humans en la Carta dels Drets Fonamentals de la Unió Europea amb l'aplicació del article 3.1: "Tota persona té dret a la seva integritat física i psíquica" i l'ideal del dret a l'esperança.

### Afectació a la dignitat humana
Aquesta crítica s'enfoca perquè l'objectiu d'aquest tipus de penes no és la rehabilitació del subjecte, vulnerant l'article 25.2 de la Constitució Espanyola.
"Les penes privatives de llibertat i les mesures de seguretat restaran orientades vers la reeducació i la reinserció social i no podran consistir en treballs forçats. El condemnat que estigués complint pena de presó gaudirà dels drets fonamentals d’aquest capítol, llevat d’aquells que es trobin limitats expressament pel contingut del veredicte condemnatori, pel sentit de la pena i per la llei penitenciària. En qualsevol cas, tindrà dret a un treball remunerat, als beneficis corresponents de la Seguretat Social, i a l’accés a la cultura i al desenvolupament integral de la personalitat.".

### Suport social
Miró Llinares (maig-juny 2019) argumentà que la suposada demanda social era fàcilment manipulable en els instruments de mesuratge i que a més no hi ha evidències científiques rigoroses que donen suport que hi hagi realment un posicionament majoritari de la societat a favor. Així, posava en dubte els estudis d'opinió fets.

## Situació actual
L'octubre de 2017, en un Ple del Congrés dels Diputats es feren els primers passos, amb suport de PNB, el PSOE i Unidos Podemos, com d'altres partits minoritaris, com Compromís o Bildu, per tal de derogar la presó permanent revisable.
 El març de 2018 el PP tornà a portar el debat de la presó permanent revisable al Congrés dels Diputats per ampliar el catàleg de delictes als quals es pugui aplicar aquesta condemna i evitar-ne la derogació. La proposta va ser rebutjada i es va mantenir el procés iniciat per part de l'oposició.